# Brimfield (Massachusetts)
Brimfield és una població dels Estats Units a l'estat de Massachusetts. Segons el cens del 2000 tenia 3.339 habitants.

## Demografia
Segons el cens del 2000, Brimfield tenia 3.339 habitants, 1.250 habitatges, i 886 famílies. La densitat de població era de 37,1 habitants per km².
Dels 1.250 habitatges en un 35,4% hi vivien nens de menys de 18 anys, en un 61,1% hi vivien parelles casades, en un 6,9% dones solteres, i en un 29,1% no eren unitats familiars. En el 23,1% dels habitatges hi vivien persones soles l'11,2% de les quals corresponia a persones de 65 anys o més que vivien soles. El nombre mitjà de persones vivint en cada habitatge era de 2,67 i el nombre mitjà de persones que vivien en cada família era de 3,21.
Per edats la població es repartia de la següent manera: un 27,3% tenia menys de 18 anys, un 5,7% entre 18 i 24, un 28,9% entre 25 i 44, un 27% de 45 a 60 i un 11% 65 anys o més.
L'edat mediana era de 39 anys. Per cada 100 dones de 18 o més anys hi havia 97,2 homes.
La renda mediana per habitatge era de 50.181 $ i la renda mediana per família de 59.943$. Els homes tenien una renda mediana de 44.000 $ mentre que les dones 26.695$. La renda per capita de la població era de 23.711$. Entorn del 2,2% de les famílies i el 4,4% de la població estaven per davall del llindar de pobresa.